# Wolfgang Büchele

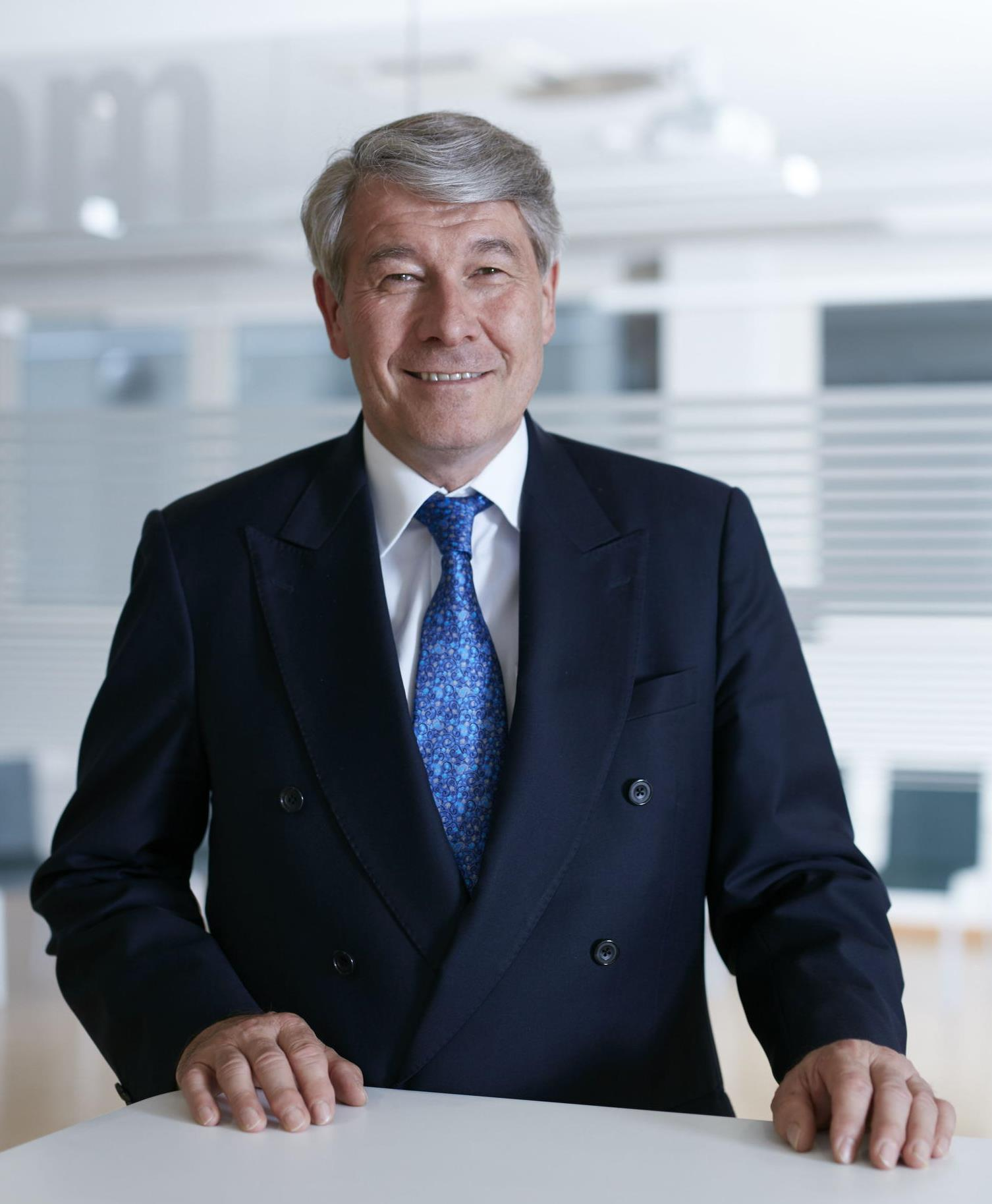
Wolfgang Büchele 2017

Wolfgang Büchele (* 11. August 1959 in Geislingen an der Steige) ist ein deutscher Chemiker und Manager. Er war von 2014 bis 2016 Vorstandsvorsitzender der Linde AG und hat  im März 2017 den Vorsitz der Geschäftsführung der Exyte (ehemals M+W Group) übernommen.

## Werdegang
Büchele machte anfangs eine Maurerlehre (sein Vater hatte eine kleine Baufirma). Er studierte 1979 bis 1984 Chemie an der Universität Ulm und schloss mit dem Diplom ab. Danach war er bis 1987 Assistent in Ulm und wurde in Anorganischer Chemie promoviert (Dissertation: Züchtung einkristalliner Chromate aus Silikagelen und Untersuchung des Einflusses externer Magnetfelder auf die Keimbildung).
Ab 1987 war er bei der BASF zunächst in der Katalysatorforschung und ab 1990 in leitenden Positionen in Ludwigshafen und in China (Hongkong) und gilt als Chinaexperte. 2001 wurde er Vorsitzender der Region Osteuropa, Afrika und Westasien, 2003 Leiter des Bereichs Performance Chemicals (Industrielle Anwendungen) sowie Mitglied der Werksleitung in Ludwigshafen und 2005 Leiter des Bereichs Feinchemie.
Er sollte eigentlich in den Vorstand aufrücken und war ein enger Vertrauter des Vorstandsvorsitzenden Jürgen Hambrecht. Als sich das zerschlug, ging er 2008 als Projektleiter zum Finanzdienstleister Blackstone nach London. 2009 bis 2011 war er über den Finanzinvestor Permira CEO vom Unternehmen BorsodChem in Budapest, das bald darauf von Chinesen übernommen wurde, und 2012 bis 2014 CEO und Präsident der finnischen Kemira, einem Spezialisten für Wasserchemikalien.
Seit 2014 war er Vorstandsvorsitzender der Linde AG als Nachfolger von Wolfgang Reitzle. Am 7. Dezember 2016 trat er mit sofortiger Wirkung von seinem Amt zurück.
Am 1. März 2017 wurde er zum Vorsitzenden der Geschäftsführung des deutschen Anlagenbauers M+W Group ernannt, den er nach einer Reorganisation in Exyte umbenannte und einen Börsengang plant.

## Weitere Funktionen
- Büchele ist seit 2009 im Aufsichtsrat und seit 2014 Aufsichtsratsvorsitzender der Merck KGaA[8] und Mitglied des Gesellschafterrats der E. Merck KG
- Büchele war vom 1. Januar 2016 bis zum 23. September 2019 Vorsitzender des Ost-Ausschusses der Deutschen Wirtschaft[9] und danach Präsidiumsmitglied.[10] Im Ostausschuss setzte er sich insbesondere für die Wirtschaftsbeziehungen zu Russland ein.[11][12]
- Büchele bekleidet folgende weitere Positionen: Mitglied des Verwaltungsrats der Kemira Oyj[13], Helsinki, Finnland; Vorsitzender des Aufsichtsrats der Gelita AG[14], Eberbach, Deutschland; Vorsitzender des Gesellschaftsrats der Wegmann Unternehmens-Holding GmbH & Co. KG